# Amarin
Amarin Corporation ist ein irisch-amerikanischer Pharmakonzern mit Sitz in Dublin und Bridgewater. Das im Jahr 1993 gegründete Unternehmen ist auf die Herstellung und Vermarktung von Medikamenten zur Behandlung von Herz-Kreislauf-Erkrankungen spezialisiert und brachte mit Vascepa (US) 2013 ein entsprechendes Präparat auf den nordamerikanischen Markt.

## Geschichte
Der Vorläufer von Amarin Corporation wurde am 1. März 1989 in England unter dem Namen Ethical Holdings als Private Limited Company (Ltd.) registriert. Am 19. März 1993 wurde das Unternehmen in eine Public Limited Company (PLC) umgewandelt, wodurch die heutige Amarin Corporation entstand. Zunächst spezialisierte sich die Amarin Corporation darauf, Lizenzen an fertig entwickelten Medikamenten zu erwerben, die von den Lizenzgebern nicht oder nur in geringem Umfang vermarktet wurden. Im Jahr 2000 erwarb die Amarin Corporation von der Schottischen Laxdale Ltd. Lizenzen für das sich in Entwicklung befindende Medikament Miraxion, das zur Behandlung neurologischer Erkrankungen eingesetzt werden sollte. Nach Verlusten von 37 Mio. USD im Geschäftsjahr 2002 konnten die Verluste der Amarin Corporation 2003 auf rund 19 Mio. USD gesenkt werden, ehe 2004 ein Gewinn von 4,7 Mio. USD verbucht werden konnte. Zu diesem Zeitpunkt beschäftigte Amarin 18 Mitarbeiter. Anfang 2004 hatte die Amarin Corporation ihre Lizenzrechte an verschiedenen Medikamenten an Valeant Pharmaceuticals veräußert, um sich auf die Entwicklung eigener Medikamente zu konzentrieren. Im Oktober 2004 übernahm die Amarin Corporation dazu die Laxdale Ltd. und entwickelte im Laufe der folgenden fünf Jahre Miraxion zur Marktreife.
2009 änderte die Amarin Corporation ihre Produktstrategie und legte den Fokus vollständig auf die Entwicklung von Medikamenten zur Behandlung von Herz-Kreislauf-Erkrankungen. 2011 beschäftigte das Unternehmen 31 Mitarbeiter und konnte seine jährlichen Verluste um über 180 Mio. USD im Vergleich zu 2010 senken. Von November 2010 bis Dezember 2013 war Joseph S. Zakrzewski CEO des Unternehmens; seit Januar 2014 hat diese Position John F. Thero inne. 2013 brachte die Amarin Corporation schließlich das Herz-Kreislauf-Medikament Vazkepa auf den Markt, das seit 2021 auch in der Europäischen Union zugelassen ist. Seit der Markteinführung von Vazkepa konnte der Jahresumsatz bis 2020 kontinuierlich auf über 614 Mio. USD gesteigert werden; 2020 gab die Amarin Corporation rund 39 Mio. USD für Forschung und Entwicklung aus. Bis Ende 2021 will Amarin die Mitarbeiteranzahl in der Europäischen Union auf 300 erhöhen; weltweit beschäftigt das Unternehmen rund 1.000 Mitarbeiter. Die deutsche Tochtergesellschaft der Amarin Corporation, die Amarin Germany GmbH, hat seit Oktober 2020 ihre Meldeadresse in München und den Firmensitz der Vertriebsgesellschaft in Frankfurt am Main.

## Produkte
Die Amarin Corporation hat anfangs mehrere Medikamente vertrieben, darunter Nolahist, Salflex, Nolamin und Motofen. 2001 begann das Unternehmen, das Medikament Permax zu vermarkten, das für die Behandlung der Parkinson-Krankheit verwendet wurde. Die verbliebenen Lizenzrechte für den US-Markt erwarb die Amarin Corporation 2002. Des Weiteren hielt die Amarin Corporation die Rechte an Zelapar, ebenfalls ein Medikament zur Behandlung der Parkinson-Krankheit. Nach dem Verkauf der Medikamentenlizenzrechte konzentrierte sich die Amarin Corporation auf die Entwicklung der eigenen Medikamente Miraxion und Vazkepa.

### Miraxion
Miraxion wurde zur Behandlung neurologischer Erkrankungen, insbesondere der Huntington-Krankheit entwickelt. Miraxion ist ein Eicosapentaensäure-basiertes Medikament, das die Phosphatidylcholin-2-acylhydrase-Wirkung abschwächt und eine hemmende Wirkung auf Caspasen hat. Obwohl Phase-III-Studien die Wirksamkeit des Präparats bei langfristiger Anwendung zeigten, stellte die Amarin Corporation die Entwicklung von Miraxion 2009 ein, um sich auf die Entwicklung von Herz-Kreislauf-Medikamenten zu spezialisieren.

### Vazkepa
2013 brachte die Amarin Corporation das Medikament Vazkepa (Icosapent-Ethyl) auf den Markt, das in Teilen der Welt, wie z. B. dem US-amerikanischen Markt, auch unter dem Namen Vascepa vertrieben wird. Es konnte zunächst zur Senkung hoher Triglyceridwerte im Blut verordnet werden. Seit Dezember 2019 wird Vazkepa in den USA bei mit Statinen behandelten erwachsenen Patienten mit hohem kardiovaskulären Residualrisiko und erhöhten Triglyceridwerten sowie einer nachgewiesenen kardiovaskulären Erkrankung oder Diabetes mellitus mit mindestens einem weiteren kardiovaskulären Risikofaktor zur Reduzierung des Risikos von kardiovaskulären Ereignissen eingesetzt. Im Rahmen einer randomisierten, doppelblinden, placebokontrollierten Studie (REDUCE-IT) wurden kardiovaskuläre Patienten sowie Diabetes-Patienten mit einem weiteren kardiovaskulären Risikofaktor und erhöhten Triglyceridwerten unter Statinbehandlung über knapp fünf Jahre untersucht. Die Behandlung mit Vazkepa (Icosapent-Ethyl) reduzierte im Vergleich zu Placebo die schwerwiegenden kardiovaskulären Ereignisse kardiovaskulärer Tod, Myokardinfarkt, Schlaganfall, Koronarrevaskularisation und Hospitalisierung wegen instabiler Angina pectoris signifikant um 25 %. Auch die Europäische Arzneimittel-Agentur stellte fest, dass die Gabe von Vazkepa das Risiko für kardiovaskuläre Ereignisse reduziere. Seit 2019 wird in den europäischen Leitlinien die Gabe von Icosapent-Ethyl, dem in Vazkepa enthaltenen Wirkstoff, empfohlen. Seit März 2021 ist Vazkepa in der Europäischen Union zugelassen. Seit dem 1. September 2022 ist das Medikament in Deutschland nicht mehr verfügbar, da der Hersteller bei Verhandlungen mit dem GKV-Spitzenverband keine zufriedenstellende Einigung über den Erstattungspreis finden konnte.

## Finanzdaten
Stand 31. Dezember 2020 befinden sich über 392 Mio. Aktien der Amarin Corporation im Umlauf, die an der Technologiebörse NASDAQ unter dem Symbol AMRN gehandelt werden; die Marktkapitalisierung überschritt im Februar 2021 den Wert von 3,3 Mrd. USD. Den Aktiva in Summe von mehr als 966 Mio. USD standen Passiva von rund 338 Mio. USD gegenüber. Die Jahresumsätze seit 2013 sind in der nachstehenden Tabelle angegeben:
| Jahr | Umsatz in Mio. USD |
| ---- | ------------------ |
| 2013 | 26                 |
| 2014 | 54                 |
| 2015 | 82                 |
| 2016 | 131                |
| 2017 | 181                |
| 2018 | 229                |
| 2019 | 429                |
| 2020 | 614                |

Quellenangabe: 